# Dieter Chmelar

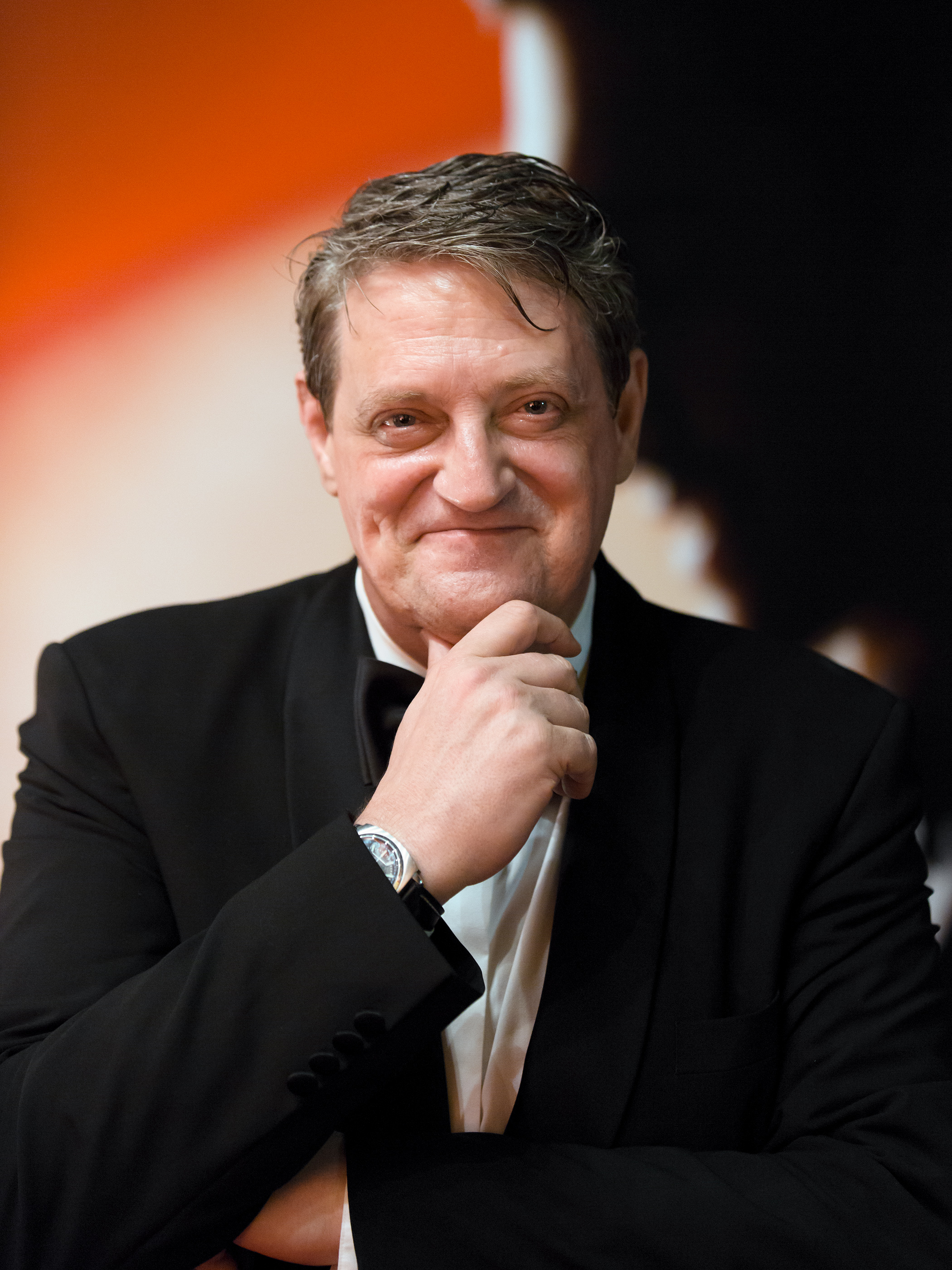
Dieter Chmelar (2016)

Dieter Chmelar (* 26. Oktober 1957 in Mödling, Niederösterreich) ist ein österreichischer Journalist, Fernsehmoderator und Kabarettist.

## Leben
Chmelar absolvierte die Matura und verfolgte danach verschiedene Studienrichtungen (Dolmetsch, Sport, Publizistik), die er jedoch alle nicht abschloss. Daneben war er als Dressman und Film-Kleindarsteller tätig. Ab 1980 war er als Journalist tätig. Er arbeitete zunächst als Sportredakteur für die Arbeiter-Zeitung, war freier Mitarbeiter bei Ö3 und der Bunten und als Sportkolumnist für Die ganze Woche tätig. Später wurde er Ressortleiter der Zeitschrift Basta. Chmelar arbeitete zudem an den Biographien über Toni Polster und Rainhard Fendrich mit. Chmelar arbeitet derzeit hauptberuflich als Redakteur bei der Tageszeitung Kurier.
Im Fernsehen war Chmelar ab 1988 als Reporter im Seitenblicke-Magazin zu sehen, zudem übernahm er vertretungsweise die Moderation im Fernsehmagazin Vera. Bei der Auswahl eines Moderators für die Millionenshow war Dieter Chmelar in der engsten Auswahl, es wurde ihm dann jedoch Armin Assinger vorgezogen. Des Weiteren moderierte er gemeinsam mit anderen die tägliche Fernsehsendung Willkommen Österreich. Ende 2003 wurde sein Vertrag nicht mehr verlängert.
Anfang 2004 erhielt Chmelar beim österreichischen Privatsender ATV eine eigene tägliche Talkshow namens Chmelar live. Der Sender warb mit großen Plakaten, auf denen Chmelar mit Raubtierzähnen und an eine Kette gelegt dargestellt wurde, für die Talkshow.
Chmelar betätigte sich auch als Gag-Schreiber zum Beispiel für die Herzblatt-Moderation von Rainhard Fendrich und als Koautor für die Programme verschiedener Kabarettisten. 2008 spielte er mit Dolores Schmidinger in dem Stück Heißhunger im Wiener Rabenhof Theater. Ab Februar 2010 stand er selbst zusammen mit Alfons Haider im Kabarettstück „Kalt warm“ auf der Bühne. Im Sommer darauf spielte er eine der Hauptrollen in der Komödie „Scherben bringen Glück“ unter der Regie von Felix Dvorak bei seinen Berndorfer Festspielen. Daneben tritt er immer wieder als Gast in verschiedenen Talkshows wie Talk of Town (Puls 4) und Club 2 (ORF) auf.
Im April 2018 feierte er mit seinem ersten Solokabarett „Wissen Sie nicht, wer ich war?“ Premiere.

## Publikationen
- 2019: Tippfehler. Sinnloses Wissen eines goscherten Wieners, Almathea 2019, ISBN 978-3-85002-811-0